# 胡安萊昂馬略爾金
25°26′17″S 55°15′18″W / 25.43806°S 55.25500°W
胡安萊昂馬略爾金（西班牙語：Doctor Juan León Mallorquín），是巴拉圭的城鎮，位於該國東部，由上巴拉那省負責管轄，距離亞松森262公里，始建於1958年11月1日，海拔高度240米，2002年人口16,243。